# Duško Madžarović
Duško Madžarović, slovenski bodibilder, * 4. september 1967, Ljubljana.
Po končani srednji ekonomski šoli v Kopru je uspešno končal tudi Višjo prometno šolo v Piranu. V mladosti se je aktivno ukvarjal z nogometom, plavanjem in veslanjem, dokler ga ni pot zanesla v bodibilding. Duško je postal svetovni prvak v bodibildingu v letih 1999, 2006 in 2007. Leta 2010 je bil izvoljen za predsednika mednarodne zveze za bodibilding in fitness IBFF (International Bodybuilding and Fitness Federation), katera šteje preko 50 držav članic in je ena vodilnih v tej športni panogi. Duško je med mnogimi priznanji za delo v športu doma in po svetu dobil tudi Bloudkovo priznanje.